# Giuseppe Vecchi
Giuseppe Vecchi (ur. 26 listopada 1912 w Bolonii – zm. 2 czerwca 2007 tamże) – włoski muzykolog i filolog latynista. Znawca muzyki średniowiecznej i barokowej. 
Absolwent, a później wykładowca Uniwersytetu Bolońskiego oraz wykładowca Uniwersytetu Katolickiego del. S. Cuore w Mediolanie. Od 1956 r. był wydawcą zainicjowanego przez siebie czasopisma „Quadrivium” oraz serii „Bibliotheca Musica Bononiensis”. Od 1969 r. Giuseppe Vecchi był gorącym orędownikiem współpracy muzykologicznej włosko-polskiej. W 1989 r. został wyróżniony tytułem doktora honoris causa UW.